# Denis Verschueren
Dionysius Verschueren, detto Denis (Berlaar, 11 febbraio 1897 – Lier, 18 aprile 1954), è stato un ciclista su strada e pistard belga.
Professionista dal 1923 al 1939, fu uno specialista delle classiche e vinse il Giro delle Fiandre nel 1926, due Parigi-Tours e una Parigi-Bruxelles. Anche i suoi fratelli Constant Verschueren e Leopold Verschueren furono ciclisti professionisti.

## Carriera
Verschueren ottenne i suoi risultati più importanti nelle corse del nord Europa, in particolar modo nelle classiche francesi e belghe. Dopo essere passato professionista nel 1923 e aver ottenuto i primi successi in brevi corse a tappe francesi, mettendosi in luce come corridore adatto alle prove in linea, nel 1925 vinse la sua prima classica, la Parigi-Tours. In quella stessa stagione conquistò anche il Giro del Belgio aggiudicandosi tre delle cinque tappe previste e chiuse al terzo posto i Campionati belgi in linea.
Il 1926 fu la sua stagione migliore, vinse quattro corse fra cui altre due classiche, il Giro delle Fiandre e la Parigi-Bruxelles, fu inoltre terzo nel Circuit de Paris, corsa anch'essa ritenuta all'epoca una vera e propria classica.
Continuò ad ottenere vittorie e risultati di rilievo anche negli anni successivi: nel 1927 fu quinto nei campionati nazionali, nel 1928 conquistò la sua seconda Parigi-Tours, fu terzo nel Grand Prix Wolber, un antesignano del Campionato mondiale, e quarto nel Circuit de Paris.
Fra il 1930 ed il 1932 raccolse i risultati migliori al Grand Prix de l'Escaut, primo nel 1930, terzo nel 1931 e secondo nel 1932.
Verschueren fu un ciclista longevo e terminò la sua carriera nel 1939 a oltre quarantadue anni correndo dal 1930 in poi, quasi esclusivamente da individuale e dedicandosi soprattutto all'attività su pista, a kermesse e criterium.

## Palmarès
- 1923

Trophée de Provence
2ª tappa Circuit du Midi
- 1924

1ª tappa Saint-Brieuc-Brest-Saint-Brieuc
Classifica generale Saint-Brieuc-Brest-Saint-Brieuc
- 1925

Parigi-Tours
1ª tappa Giro del Belgio
2ª tappa Giro del Belgio
3ª tappa Giro del Belgio
Classifica generale Giro del Belgio
- 1926

Giro delle Fiandre
Parigi-Bruxelles
Paris-Longwy
2ª tappa Saint-Brieuc-Brest-Saint-Brieuc
- 1927

Circuit de la Vienne
- 1928

Parigi-Tours
Ekeren
- 1929

Grand Prix van Haspengouw
- 1930

Grand Prix de l'Escaut
- 1932

Grand Prix Stad Vilvoorde

### Altri successi
- 1923

Grand Prix Sellier (criterium)
- 1924

Acht van Brasschaat (criterium)
- 1926

Campionati Belgi Interclubs
- 1928

Acht van Brasschaat (criterium)
Criterium di Luyterhagen
- 1929

Campionati Belgi Interclubs
Heist-op-den-Berg (kermesse)
Criterium di Huy
- 1930

Kermesse di Itegem
Grote Scheldeprijs (criterium)
- 1933

Kermesse di Tirlemont
Criterium di Paal

### Pista
- 1925

Prix Goullet-Fogler (Madison, con Alois De Graeve)

## Piazzamenti

### Grandi Giri
- Tour de France

1928: ritirato

### Classiche monumento
- Giro delle Fiandre

1923: 10º
1924: 7º
1926: vincitore
- Parigi-Roubaix

1924: 7º
1925: 7º
1927: 63º
- Liegi-Bastogne-Liegi

1924: 5º